# John Anthony Pople
John Anthony Pople, angleški teoretični kemik, * 31. oktober 1925, Burnham-on-Sea, Somerset, Združeno kraljestvo, † 15. marec 2004, Chicago, Illinois, Združene države Amerike.
Njegovi glavni znanstveni prispevki so bili na štirih različnih področjih, to so statistična mehanika vode, jedrska magnetna resonanca, pol empirična teorija in Ab initio teorija elektronske strukture.

## Življenje in delo
Obiskoval je Gimnazijo v Bristolu. Leta 1942 je dobil štipendijo za študij na Kolidžu Trinity v Cambridgeu. Leta 1946 je diplomiral iz umetnosti. Med letoma 1945 in 1947 je delal v Bristol Aeroplane Company. Nato se je vrnil na Univerzo v Cambridgeu in leta 1951 doktoriral iz matematike. 
Leta 1952 se je poročil z Joy Bowers, s katero sta imela štiri otroke. 
Pople je bil po doktoratu znanstveni sodelavec na Kolidžu Trinity in nato od leta 1954 predavatelj na fakulteti za matematiko v Cambridgeu. Leta 1964 se je preselil v Združene države Amerike, kjer je živel do konca življenja, čeprav je obdržal britansko državljanstvo. 
Pople se je imel bolj za matematika kot kemika, vendar ga teoretični kemiki štejejo za enega najpomembnejših na svojem področju. Leta 1964 se je preselil na Univerzo Carnegie Mellon v Pittsburghu, Pennsylvania, kjer je imel oddih v letih 1961 do 1962. Leta 1993 se je preselil na Univerzo Northwestern v Evanstonu v Illinoisu, kjer je bil do svoje smrti skrbniški profesor kemije.
Umrl je zaradi raka na jetrih, 15. marca 2004 v Chicagu.

## Raziskave
Glavni znanstveni prispevki Johna Popla so bili na štirih različnih področjih:
Statistična mehanika vode
Poplejev zgodnji članek o statistični mehaniki vode je po besedah Michaela J. Frischa, ostal standard dolga leta. To je bila tema njegovega doktorata na Cambridgeu, ki ga je nadzoroval John Lennard-Jones. 
Jedrska magnetna resonanca
V prvih dneh jedrske magnetne resonance je preučeval osnovno teorijo, leta 1959 pa je skupaj z W. G. Schneiderjem in H. J. Bernsteinom napisal učbenik High Resolution Nuclear Magnetic Resonance.
Pol-empirična teorija
Naredil je velik prispevek k teoriji izračunov približnih molekularnih orbital. Začel je z enim, ki je bil enak tistemu, ki sta ga razvila Rudolph Pariser in Robert G. Parr o pi-elektronskih sistemih, zdaj pa se imenuje metoda Pariser-Parr-Pople. Nato je razvil metodi Popolno zanemarjanje diferencialnega prekrivanja (leta 1965) in Intermediate Neglect of Differential Overlap za približne izračune na tridimenzionalnih molekulah in druge razvojne dosežke v računski kemiji. Leta 1970 sta skupaj z Davidom Beveridgeom napisala knjigo Approximate Molecular Orbital Theory, ki opisuje te metode.
Ab initio teorija elektronske strukture
Pople je bil pionir razvoja bolj izpopolnjenih računalniških metod, imenovanih Ab initio kvantno kemijske metode, ki za modeliranje valovne funkcije uporabljajo osnovne bnabore orbital Slaterjevega tipa ali Gaussovih orbital. Bil je pomemben pri razvoju enega najbolj razširjenih paketov računalniške kemije, Gaussove zbirke programov, vključno s soavtorstvom prve različice, Gaussian 70. Eden njegovih najpomembnejših izvirnih prispevkov je koncept kemije modela, pri katerem je metoda strogo ovrednotena v razponu molekul. Njegova raziskovalna skupina je razvila kompozitne metode kvantne kemije, kot sta Gaussian-1 in Gaussian-2. Leta 1991 je Pople prenehal delati na Gaussianu in nekaj let pozneje je razvil program za računalniško kemijo Q-Chem. Poplejev odhod iz Gaussiana, skupaj s kasnejšo prepovedjo uporabe programske opreme številnim uglednim znanstvenikom, vključno z njim, je povzročilo precejšnje polemike med skupnostjo kvantne kemije.

## Nagrade
Pople je leta 1998 prejel Nobelovo nagrado za kemijo. Leta 1961 je bil izvoljen za člana Kraljeve družbe. Leta 2003 je postal viteški poveljnik reda britanskega imperija. Bil je ustanovni član Mednarodne akademije za kvantno molekularno znanost. 
Po njem sta na Gimnaziji v Bristolu poimenovani soba za informatiko in štipendija, prav tako superračunalnik v Pittsburgh Supercomputing Center.